# Kloster (Bad Salzungen)
Kloster ist ein Ortsteil von Bad Salzungen im Wartburgkreis in Thüringen. Der Ort entstand an einem Werraübergang und war zunächst eine Hörigensiedlung am Zugangsweg zur Burg Frankenstein.

## Geografie
Der Stadtteil Kloster erstreckt sich heute auf einer Länge von fast zwei Kilometer auf dem rechten Hochufer der Werra gegenüber der Kernstadt Bad Salzungen. Die mittelalterliche Siedlung Kloster entstand an einer Furtstelle der Werra im Schutz der Burg Frankenstein.
Der nur noch auf dem Südhang bewaldete Berg Frankenstein (342,7 m ü. NN) und die westlich folgende, bewaldete Heims Höhe (342,4 m ü. NN) sind die höchsten Erhebungen des Stadtteils.
Nördlich grenzt Kloster an Witzelroda, Neuendorf und Gräfen-Nitzendorf.
In der Talaue der Werra verläuft der Mühlgraben und weitere Quellbäche, in einer Flussschleife gegenüber dem Salzunger Gradierwerk erstrecken sich die wegen des hohen Grundwasserpegels sauren Haadwiesen. Für die Landwirtschaft wurde im Mittelalter der Lange Grund gerodet, an den Hängen des Hohle Berg (366,6 m ü. NN) erkennt man noch die einstigen Ackerterrassen.
Oberhalb der Ortslage Kloster entstanden einige Steinbrüche zum Abbau von Buntsandstein. Die Steilhänge zur Werra sind heute bewaldet, die Südhanglagen dienten im Mittelalter auch als Weinberge.

## Geschichte
Die Geschichte des Stadtteils begann mit der Errichtung einer romanischen Burganlage auf dem westlichen Bergsporn des Frankenstein. Neben der Überwachung einer Furtstelle war die Burg auch Sitz der Dynasten von Frankenstein, die bis zum Aufstieg der Ludowinger eine beherrschende Rolle im westthüringischen Raum zwischen Rhön und Rennsteig eingenommen hatten. Zu Füßen der Burg entstand eine Hörigensiedlung mit einer Marienkapelle.
Erst in der Spätzeit des Geschlechts, um 1270, wurde in der Ortslage das dem Zisterzienserorden zugehörige Nonnenkloster Allendorf gestiftet. Die als Grablege und Alterswohnsitz der Frankensteiner gedachte Anlage wurde von der Stifterfamilie mit reichem Grundbesitz und Privilegien ausgestattet. Noch 1295, kurz vor der Zerstörung der Burg Frankenstein im gleichen Jahr durch König Adolf von Nassau, erhielt das Kloster das Patronatsrecht über die Salzunger Stadtpfarrei. Der versuchte Wiederaufbau der Burg Frankenstein ruinierte den Frankensteiner Grafen, seine Nachfahren mussten 1330 ihre umfänglichen Besitzungen abtreten, um aus den Schulden zu kommen.
Das von einem Propst geführte Kloster wurde im 14. Jahrhundert zum Grundherren weiterer Orte in der Nachbarschaft. Man bemühte sich, entsprechend der zisterziensischen Ordensregeln, um die Verbesserung und Ausdehnung der landwirtschaftlichen Flächen. Der nördlich gelegene Moorgrund wurde an verschiedenen Stellen trockengelegt und in Wiesen und Ackerboden verwandelt.
Von den Gebäuden des einstigen Klosters blieb ein heute als „das Kloster“ bezeichnetes, in gotischem Baustil errichtetes und später in ein Wohnhaus umgebautes Gemäuer erhalten, es steht unter Denkmalschutz.

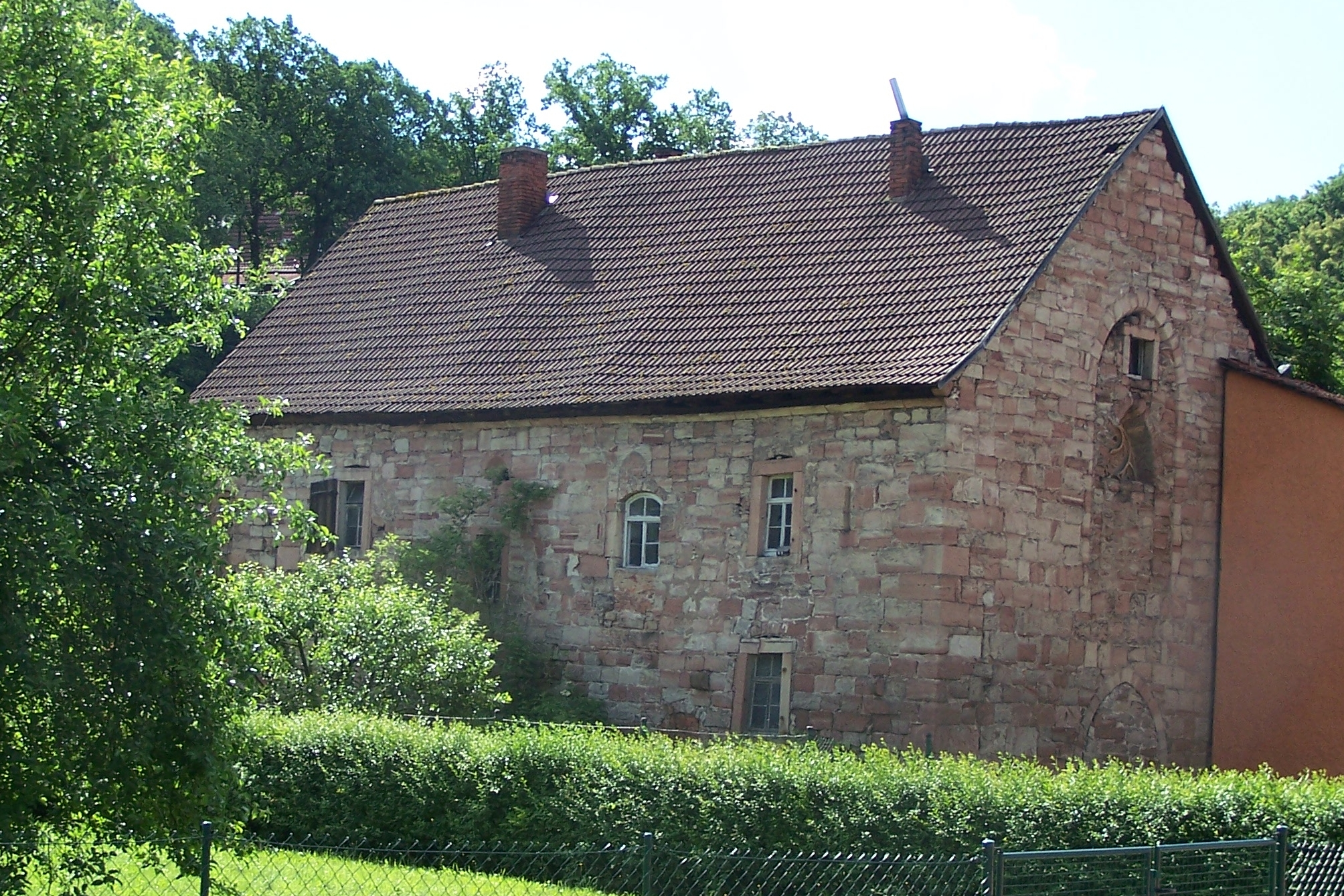
Die Klosterkirche

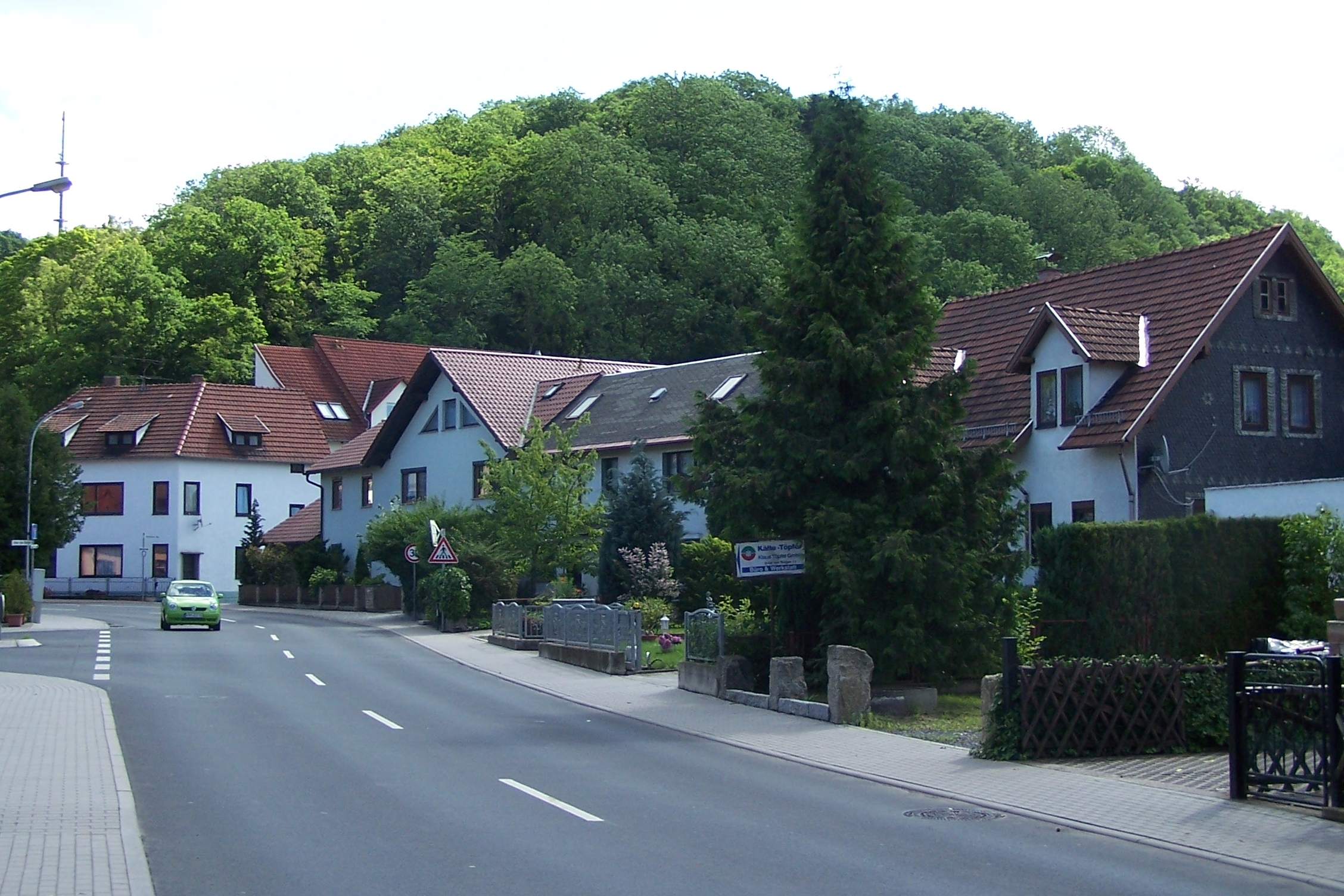
Der Frankenstein

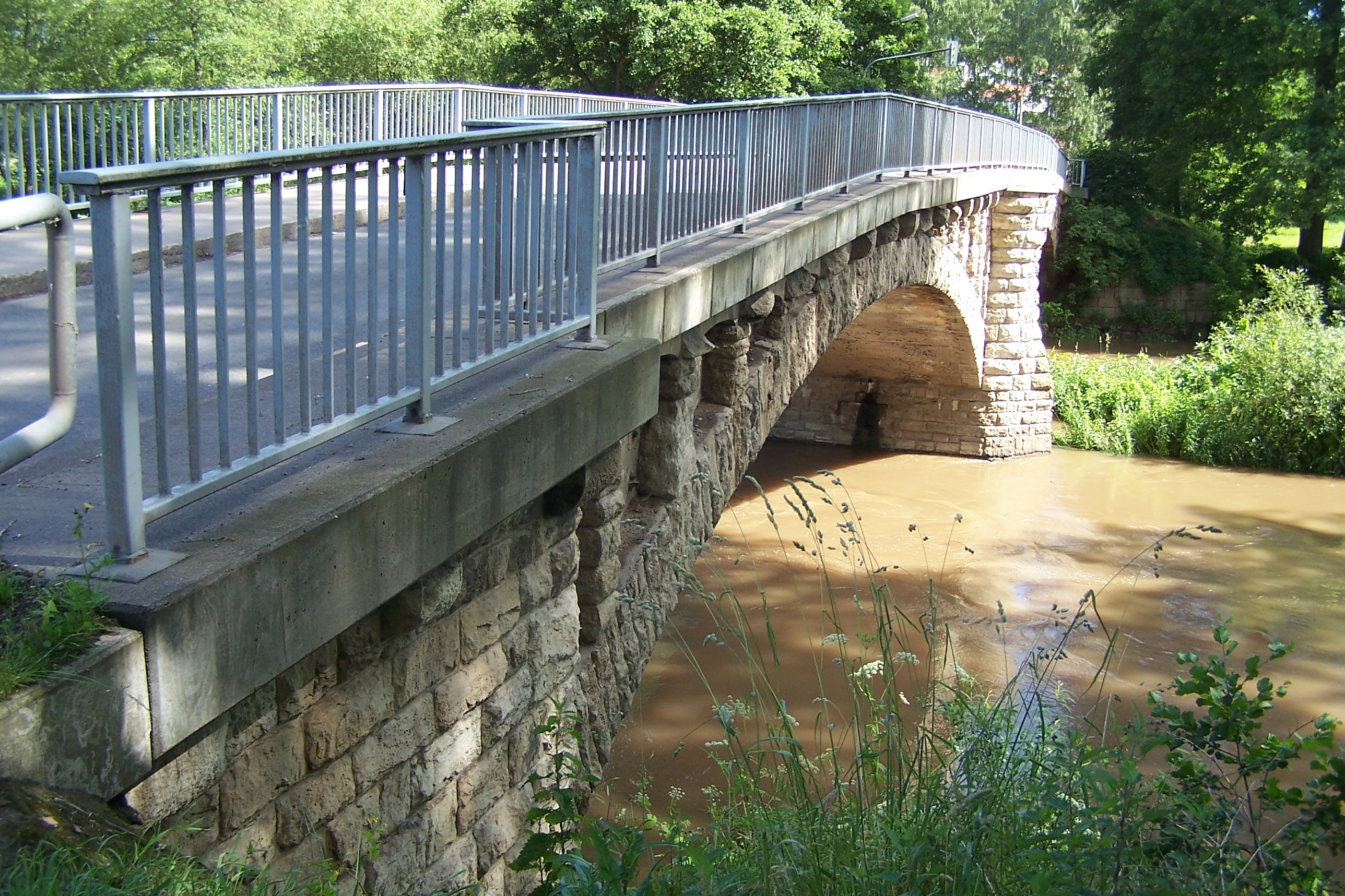
Die Werrabrücke

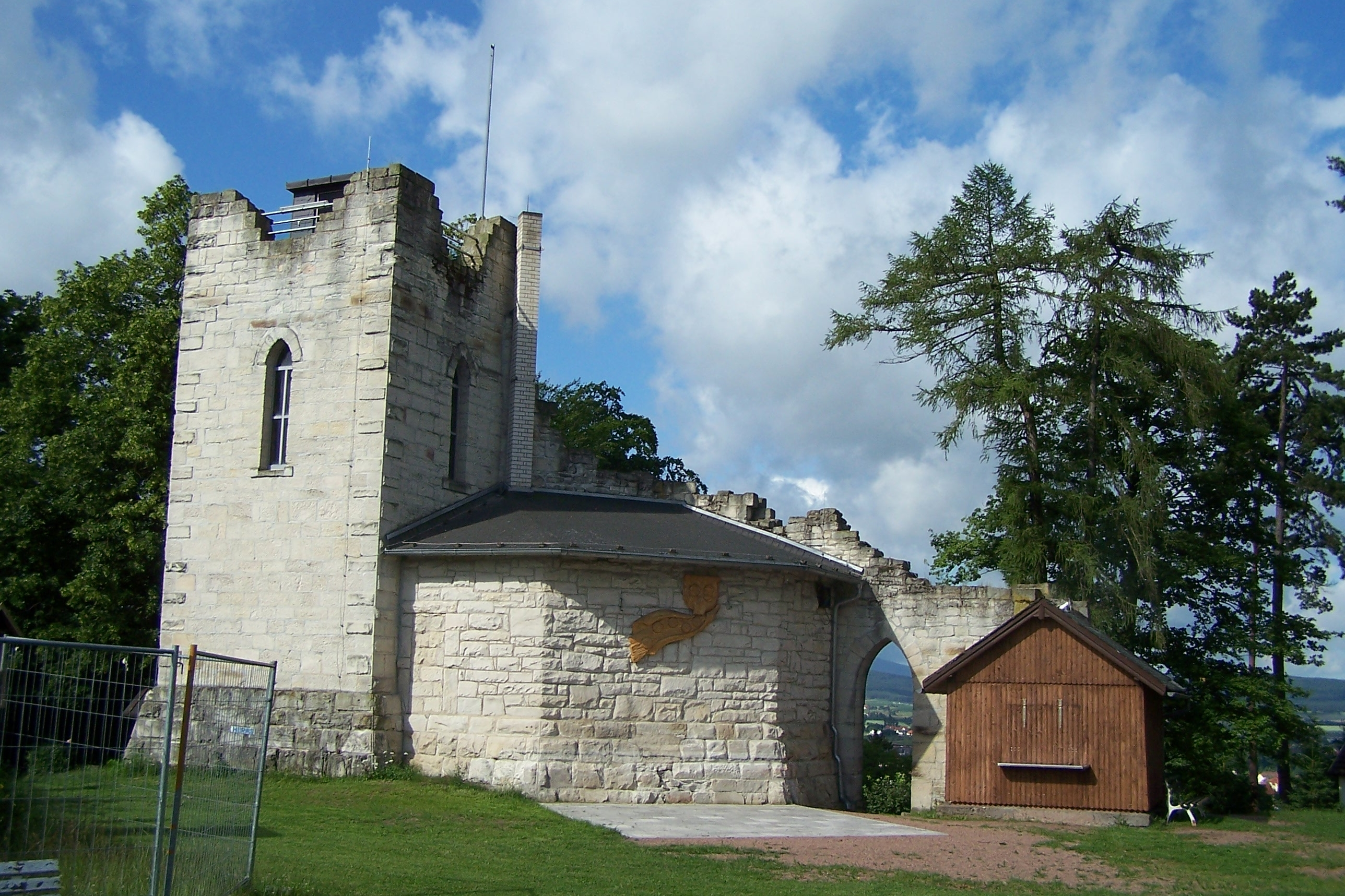
Kunstruine Frankenstein

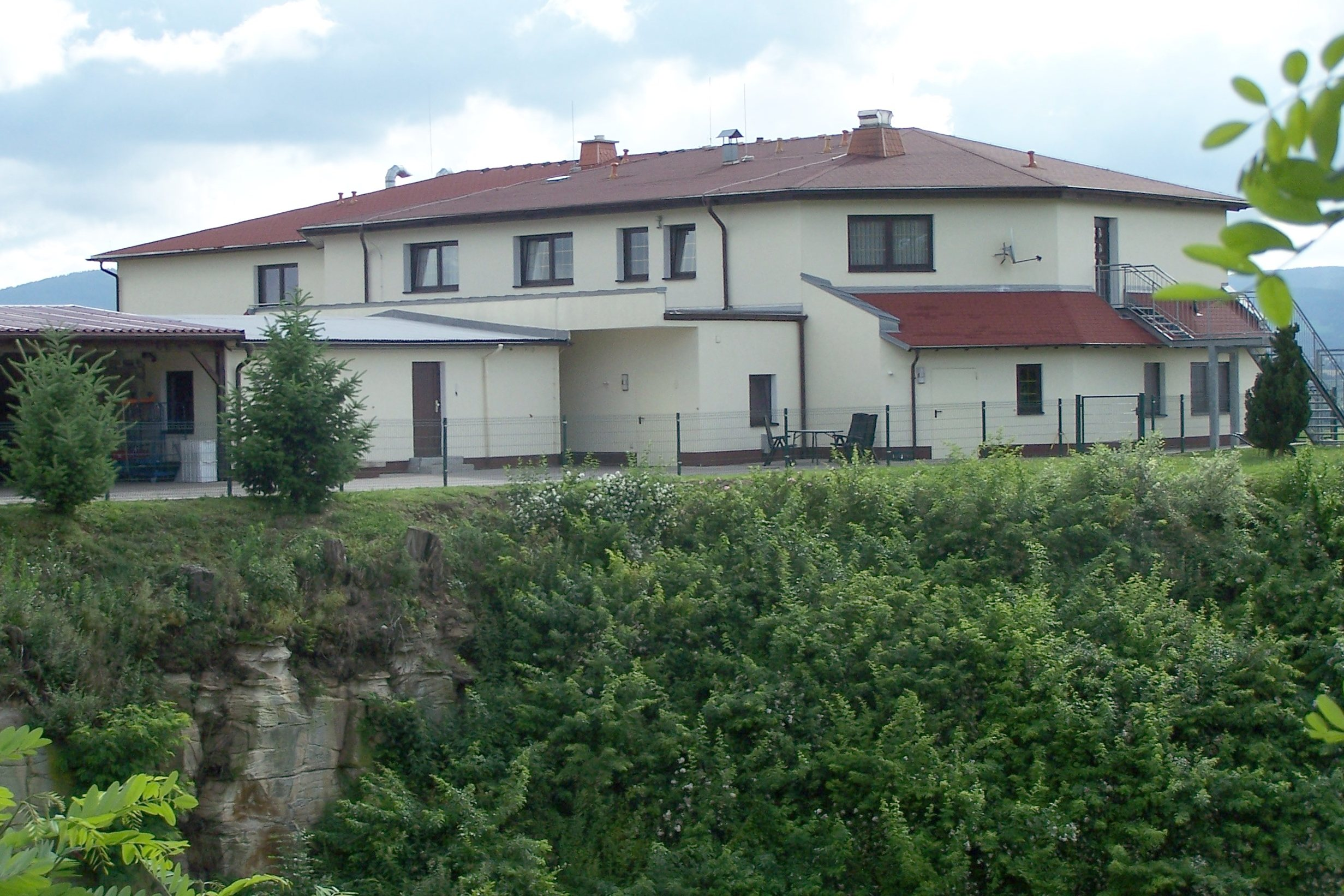
Hotel Panoramablick

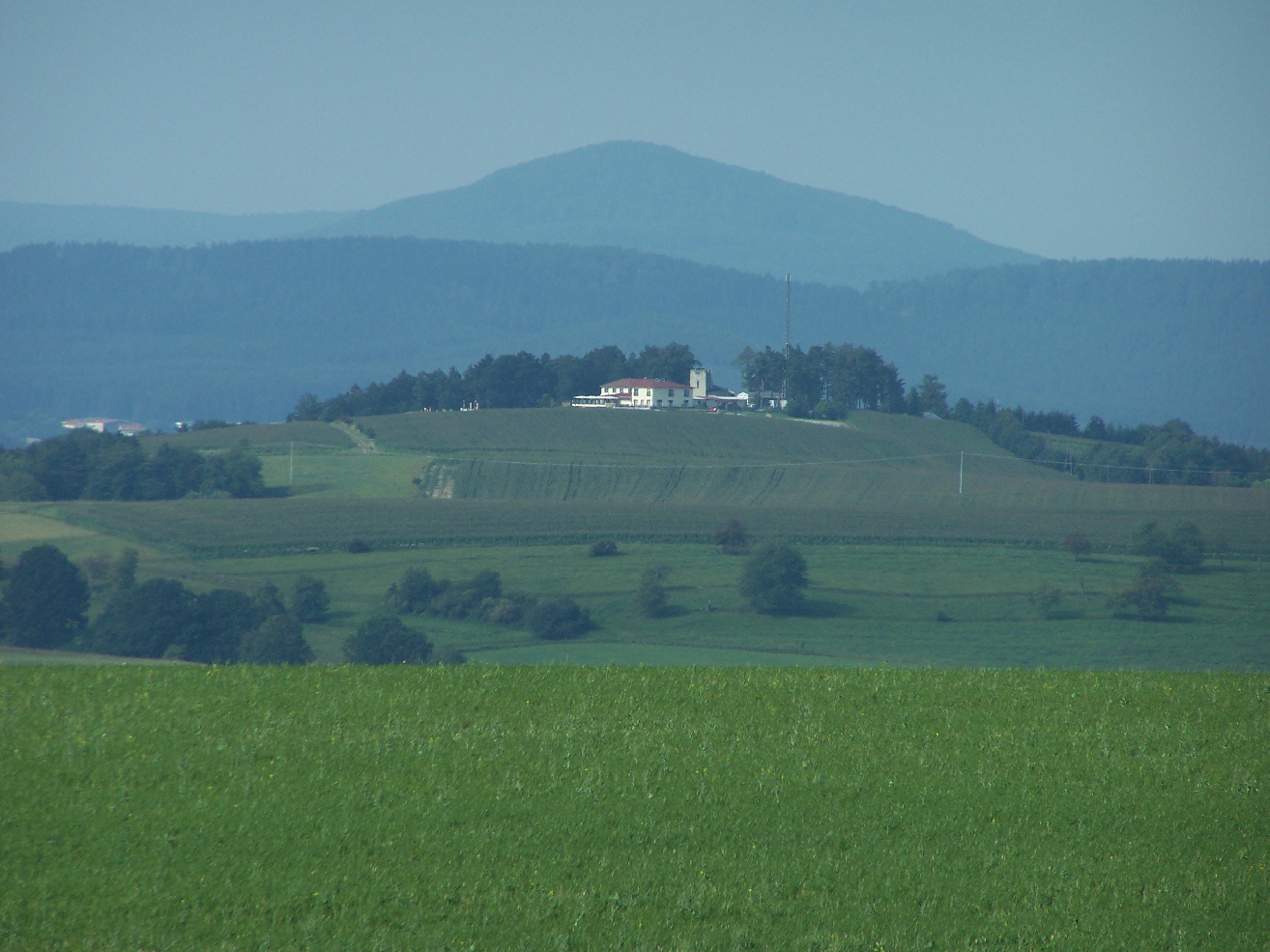
Der Frankenstein mit Hotelgebäude nahe der Kunstruine

Als 1525 im Bauernkrieg aufständische Bauern das Felda- und Werratal durchstreiften, flüchteten sich die Nonnen mit ihren Kostbarkeiten in den Schutz der benachbarten Stadt Salzungen. Das durch die Bauern geplünderte Kloster wurde 1528 säkularisiert, es wurde von einem Ritter von Herda erworben. Der Propst und ein Teil der Nonnen blieben in der Stadt. Aus dem Grundeigentum des Klosters wurde das Amt Kloster Allendorf gebildet, es umfasste 15 Ortschaften. Die reparierte und neu geweihte Klosterkirche diente bis 1634 den nördlich angrenzenden Orten als Gotteshaus. 1529 wurde erstmals eine hölzerne Werrabrücke erbaut. Die Salzunger Pfännerschaft erhielt so einen leichteren Zugang zu den ehemaligen Wäldern des Klosters. Die Reste der Wohnanlage des Klosters wurden nach dem Stadtbrand von 1786 abgebrochen und dienten noch als Baumaterial für die ebenfalls niedergebrannte Salzunger Stadtkirche.
Seit den 1950er Jahren begann eine Ausweitung der Siedlung entlang des Uferstreifens der Werra „Unter den Bergen“ sowie an der „Eisenacher Straße“ in Richtung Werrabrücke. Von der zweiten Werrabrücke unterhalb des Weinberges wuchs zeitgleich die Häuserzeile der Weinbergstraße in Richtung Haadwiese und Kloster. Kleingärten und Freizeitanlagen entstanden. Die Zufahrten zu diesen Häusern und Gärten sind stark hochwassergefährdet, zur Versorgung der Anwohner müssen durch Feuerwehr, den Zivil- und Katastrophenschutz (THW) Stege aufgebaut werden.
Auf dem Gelände der ehemaligen Mülldeponie Allendorf-Kloster wurde nach der Verwahrung und Rekultivierung eine Photovoltaikanlage errichtet, die im Endausbau bis zu 630 Haushalte mit Energie versorgen soll.

## Kultur und Sehenswürdigkeiten
- Kunstruine Frankenstein. Bereits 1891 wurde durch geschichtsinteressierte Bürger auf dem Frankenstein eine Kunstruine als Aussichtspunkt und Vereinslokal errichtet. In der Nachbarschaft entstand in der DDR-Zeit ein Bungalowdorf als Betriebsferienlager, es wurde nach der Wende durch ein Hotel ersetzt. Die Kunstruine ist nach ihrer Sanierung wieder eine beliebte Sehenswürdigkeit der Kur- und Kreisstadt.[7]

- Karneval Club Kloster (KCK). Der im November 1968 gegründete Verein ist heute einer der erfolgreichsten Thüringer Karnevalsvereine.[8]

## Verkehr
Kloster wird von den Regionalbuslinien 191 und 197 des Verkehrsunternehmen Wartburgmobil mit dem Zentralort Bad Salzungen sowie mit den Ortsteilen Gumpelstadt und Möhra sowie samstags und sonn- und feiertags direkt mit der Hohen Sonne und Eisenach verbunden.